# Clarence Kelley
Clarence M. Kelley (24 octobre 1911 - 5 août 1997) était un agent de la fonction publique et ancien directeur du FBI.

## Biographie
Clarence Kelley est né à Kansas City, dans le Missouri en 1911.
Kelley servit dans la marine des États-Unis du 22 juillet 1944 jusqu'au 9 avril 1946 où il eut un congé militaire accordé par le FBI.
De retour de l'armée, Kelley a été affecté au bureau de Kansas City où sa prestation lui a valu la promotion de superviseur de terrain. Il a également servi au siège du FBI à Washington, DC en 1951.
Nommé directeur le 9 mars 1973 par le président des États-Unis Richard Nixon, Kelley a pris sa retraite du FBI le 15 février 1978 et a été temporairement remplacé par James B. Adams.